# Tanaecia clathrata
Tanaecia clathrata är en fjärilsart som beskrevs av Vollenhoven 1862. Tanaecia clathrata ingår i släktet Tanaecia och familjen praktfjärilar. Inga underarter finns listade i Catalogue of Life.

## Bildgalleri

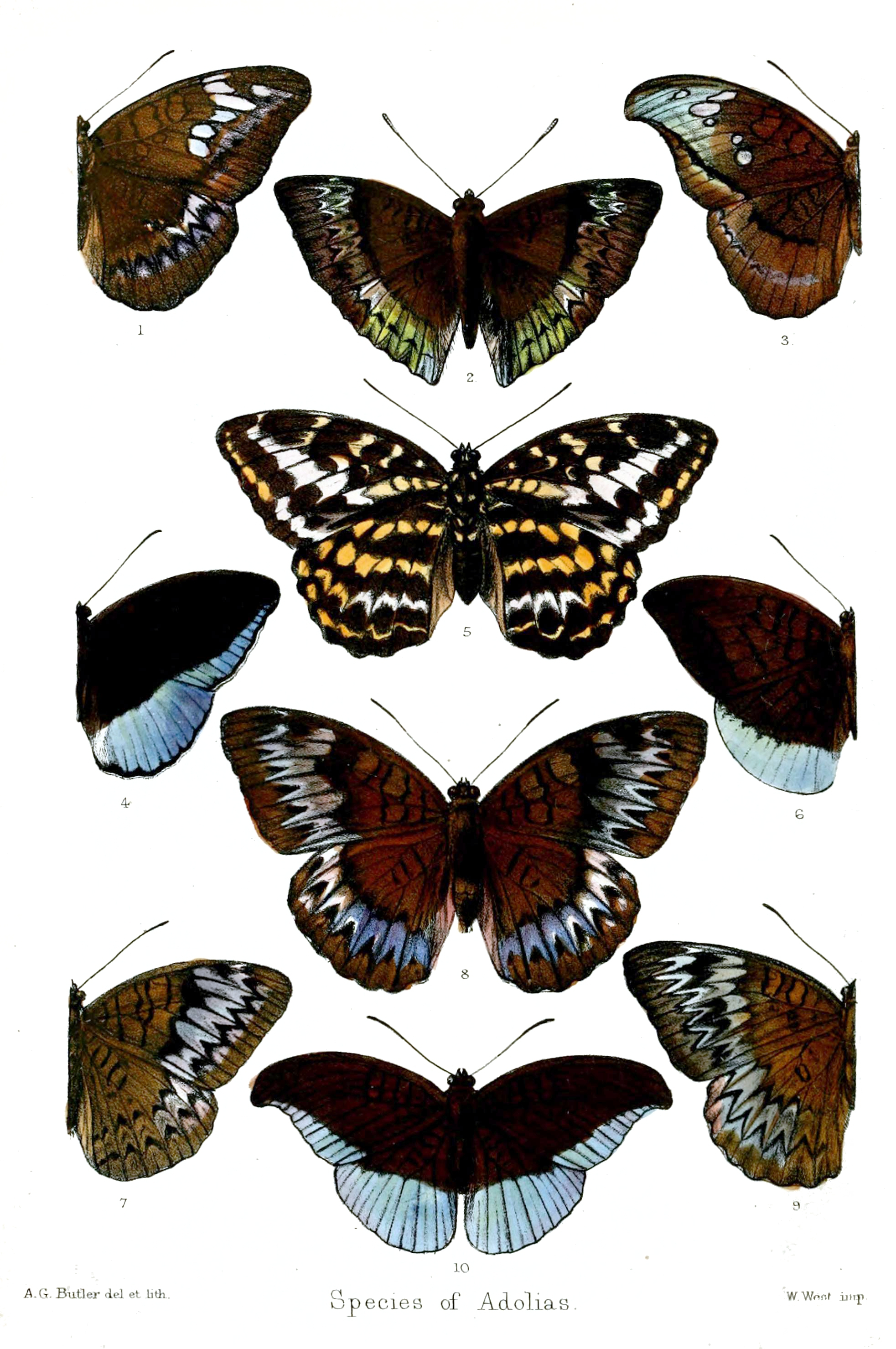